# Col de Mandray
Le col de Mandray se situe dans le département des Vosges en bordure de la forêt communale de Mandray, à la limite entre les communes de Fraize et Mandray.

## Accès
Le col est accessible par la route départementale 23 qui relie les communes respectives de La Croix-aux-Mines, au nord (via le col des Chauffours à 637 m) et de Fraize, au sud. La route forestière Jean-François Pelet permet de rejoindre le col des Journaux à l'est.

## Histoire
La route menant au col depuis la Croix-aux-Mines a été construite à la fin des années 1890. Situé sur une ligne de crête, ce site a été le théâtre de violents combats au début de la Première Guerre mondiale. En 1991, un monument commémoratif en hommage aux Américains a été inauguré par Jean Weber, ancien résistant du maquis de Fraize et ancien maire de cette ville.

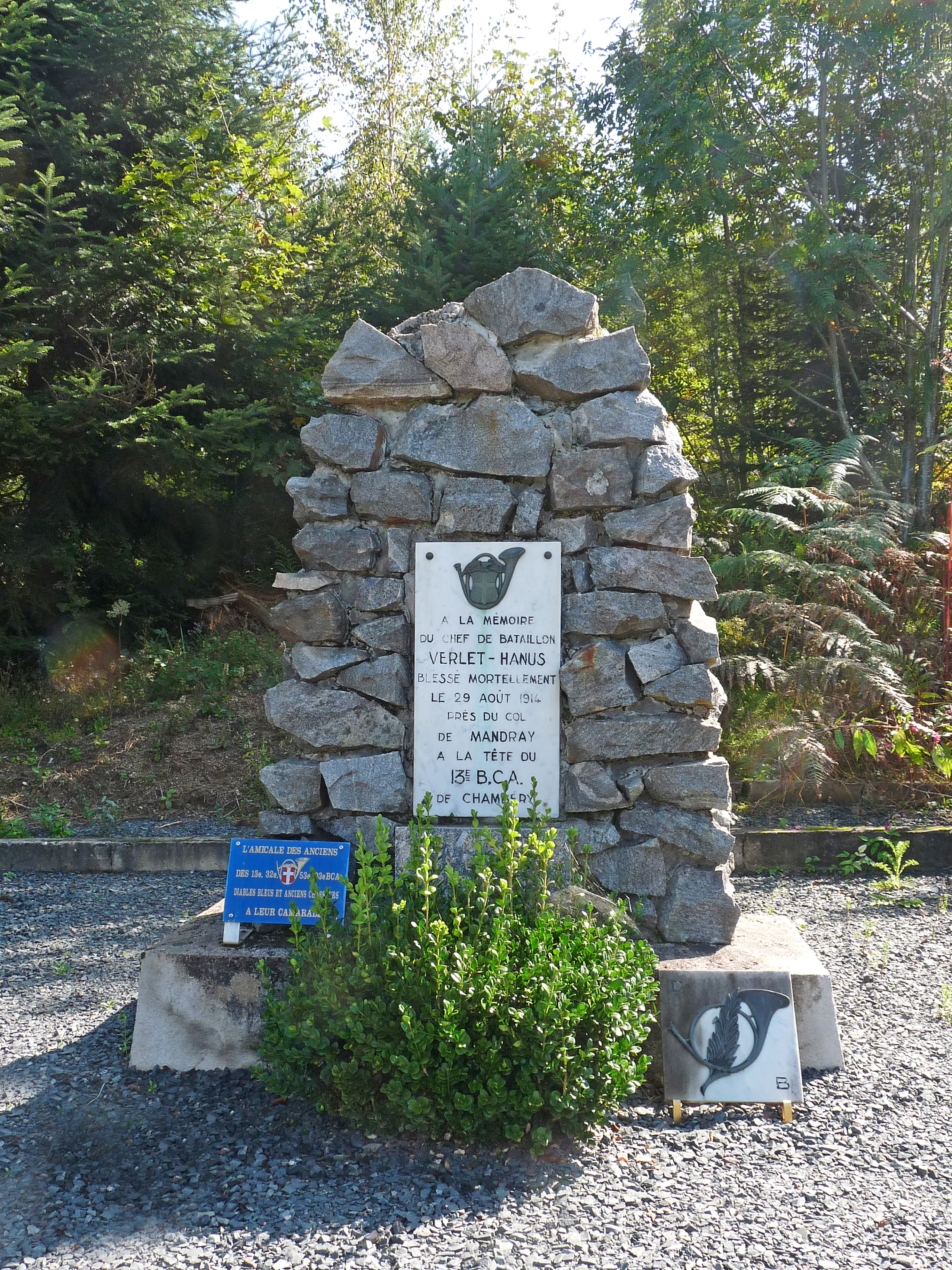
Stèle en mémoire du chef de bataillon Edmond Verlet-Hanus.
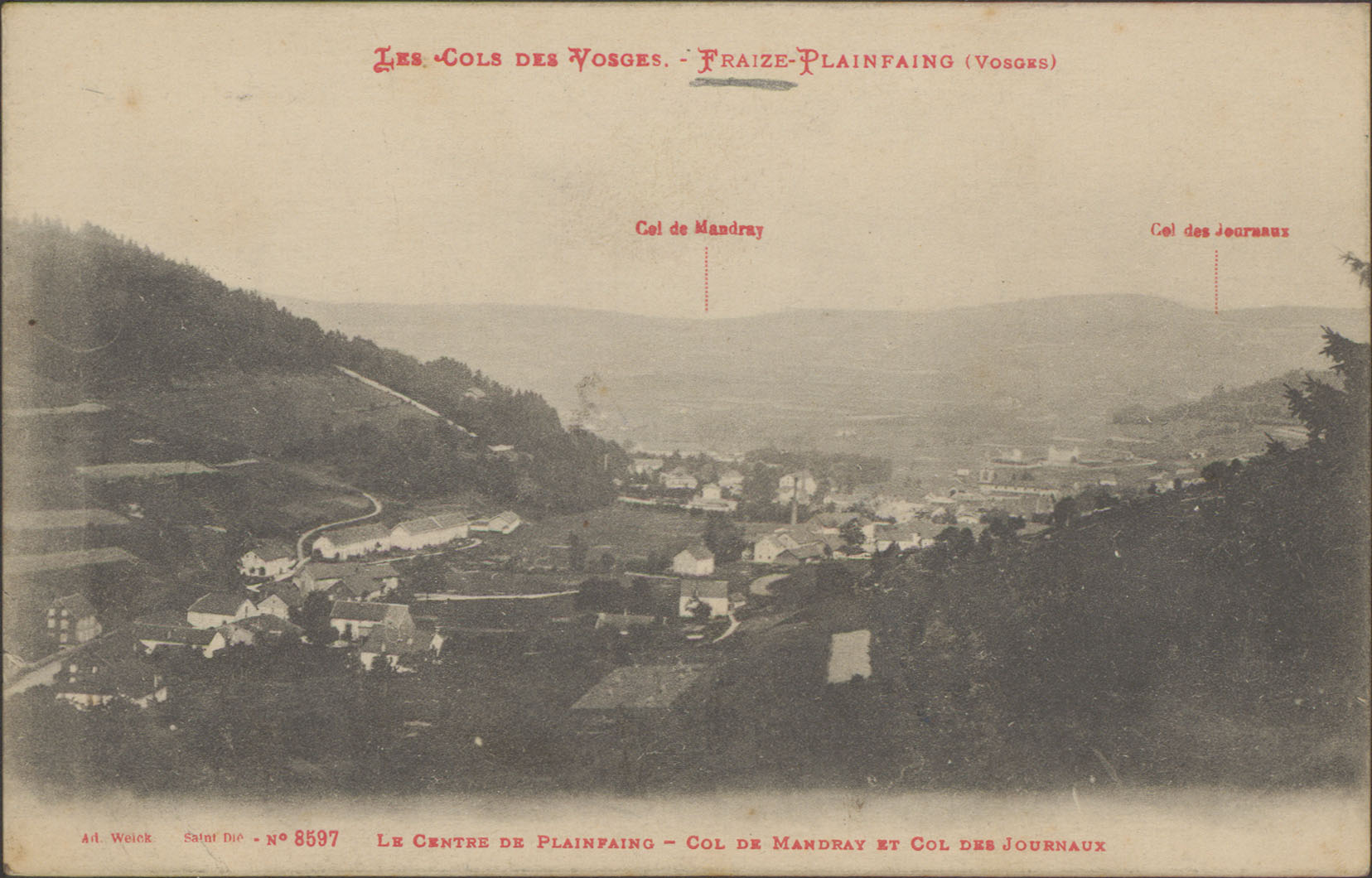
Le centre de Plainfaing et le col de Mandray (carte postale Adolphe Weick).
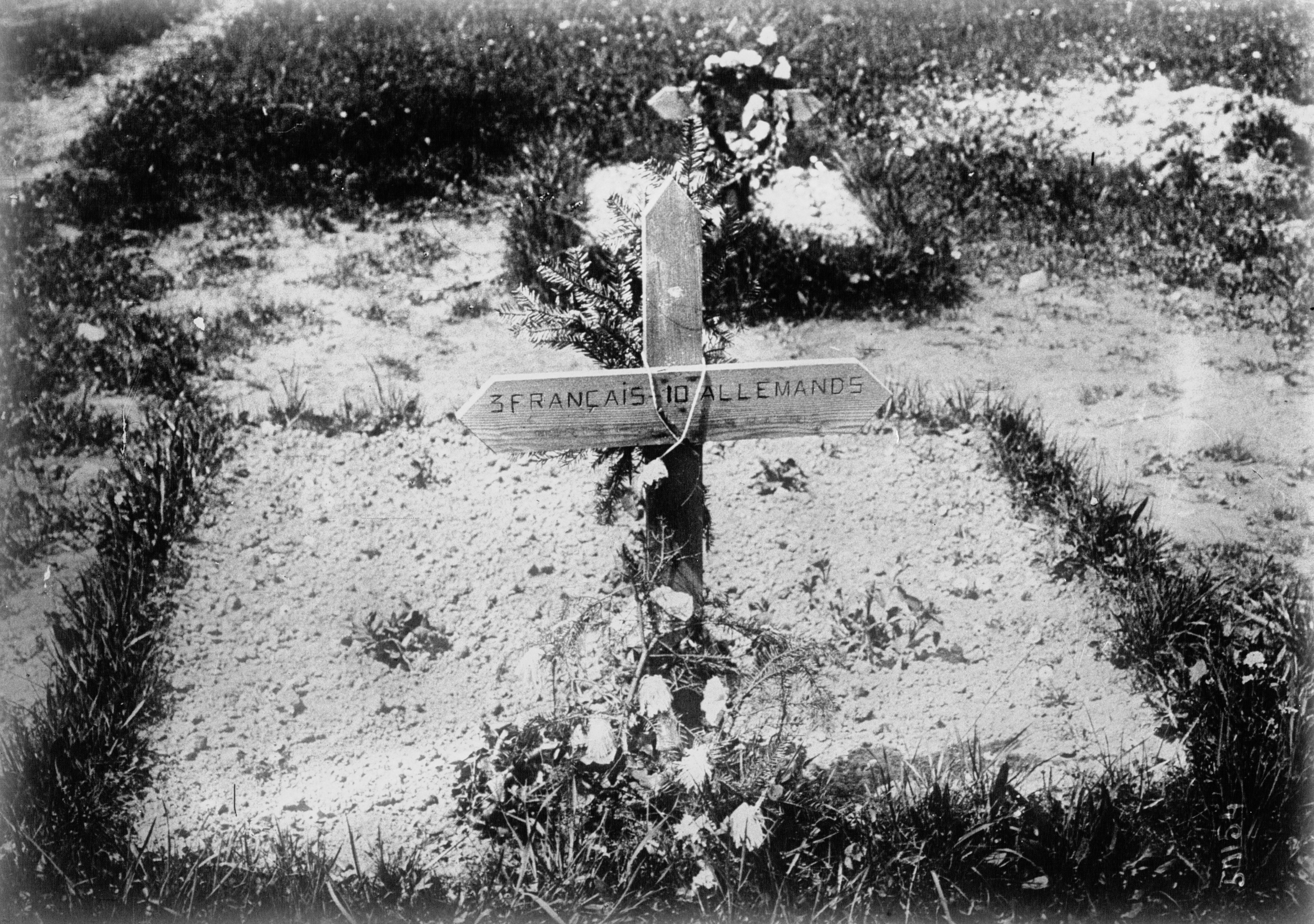
Tombe.